# Angelica Massera
Angelica Massera (Roma, 23 ottobre 1985) è un'attrice, comica e imitatrice italiana.

## Biografia
Nata a Roma il 23 ottobre 1985,  ma cresciuta ai Castelli Romani,  da Mauro e Tiziana, ha iniziato la propria carriera da giovanissima, debuttando in televisione con Pippo Baudo nel 2005 con "Sabato italiano", in onda su Rai 1.  Ha lavorato poi con Paolo Bonolis, Paolo Genovese, Leonardo Pieraccioni, Alessandro Siani, e molti altri.
Inizialmente, grazie alla sua altezza (176 cm) ha iniziato a lavorare come modella, per poi abbandonare il mondo della moda dopo circa un anno. 
Ha studiato con Saverio Deodato Dionisio recitazione  approfondendo il metodo Maisner e Stanivslaskij.
Ha cominciato a studiare pianoforte sin da bambina influenzata dal padre musicista, esibendosi presso vari teatri di Roma.
Intraprende poi, negli anni dell'adolescenza, un corso di chitarra classica e canto.
A giugno del 2016 si diploma come Sommelier Ais e sul profilo Instagram dedica uno spazio chiamato "Pillole Divine" dove spiega, in modo semplice e divertente, curiosità sul mondo dell'enologia. 
La sua vera passione però è la commedia, e a fine del 2015, inizia a pubblicare video sulla sua pagina Facebook dove interpreta il ruolo della neo-mamma alle prese coi problemi della vita quotidiana nella webserie #vitadamamma dove recita con i suoi figli. Recentemente il Moige (Movimento Italiano Genitori) ha promosso i suoi canali con queste motivazioni: «Oltre a non scadere nella facile strada della volgarità, sono attuali nei contenuti, e in chiave esilarante rappresentano in modo naturale degli scenari di vita quotidiana da cui è possibile anche prendere ottimi spunti di riflessione». 
Nel 2019 porta in scena lo spettacolo teatrale Che danno di donne, in coppia con Titina Maroncelli. A luglio dello stesso anno vince il premio Charlot per la comicità come miglior personaggio femminile del web. 
A Settembre pubblica il suo primo libro Un figlio è poco e due son troppi. Diario di una mamma, edito da Arnoldo Mondadori Editore. Un libro divertente e identitario, che svela quanta energia e quanto amore stanno dentro le giornate delle mamme italiane. Il libro è dedicato ai suoi figli Martina e Manuel. 
Nel 2020 grazie  alle sue imitazioni della ministra dell'Istruzione Lucia Azzolina entra nel cast di Striscia la Notizia.
Sempre nel 2020 Paolo Genovese la scrittura insieme a Matilde Gioli per uno spot televisivo sulla sensibilizzazione alla malattia di Crohn e la colite ulcerosa.
Partecipa a diversi programmi tv come Stasera tutto è possibile su Rai 2 condotto da Stefano De Martino. 
Nel 2023 viene scritturata nel film di Alessandro Siani “Succede anche nelle migliori famiglie” e nel film di Leonardo Pieraccioni “Pare parecchio Parigi”.
A Marzo 2024 riceve in Campidoglio a Roma il premio Eccellenza Televisiva, premio dedicato a tutti quei personaggi che si sono contraddistinti per impegno e professionalità a servizio dell’intrattenimento. 
A Maggio 2024 ricevere al Festival internazionale della cinematografia sociale Tulipani di seta nera il premio “Sorriso diverso” la motivazione è: “grazie alla sua abilità nel trasformare osservazioni quotidiane in performance divertenti ed educative. I suoi canali creano uno spazio che va oltre l’intrattenimento diventando un mezzo per esplorare e discutere temi di rilevanza sociale e culturale. Questo premio riconosce il suo talento nell’arte delle imitazioni e il suo impegno a usare la comicità per informare, coinvolgere e inspirare il pubblico in maniera innovativa e significativa. 
Sempre nel 2024 riceve in Campidoglio il premio “Eccellenza Laziale, personaggio dell’anno”
Ad Ottobre 2024 debutta a teatro con il suo spettacolo comico "Ancora non sono pronta" raggiungendo tutte le principali città italiane.

## Televisione
- Rai International – Modella per Renato Balestra, Brunello Cucinelli e Silvano Lattanzi
- Sabato Italiano, Rai 1
- Suonare Stella, Rai 2
- Challenge 4, Rai 4
- Avanti un altro!, Canale 5[2]
- Quelle brave ragazze... Rai 1[3]
- Presidente giuria Social di Miss Italia, LA7[4]
- La vita in diretta, Rai 1
- Striscia la notizia, Canale 5 (dal 2020 ad oggi) inviata e imitatrice
- Stasera tutto è possibile, Rai 2
- Paperissima Sprint, Canale 5

## Spot Tv
- Sensibilizzazione morbo di Crohn  Regia di Paolo Genovese (2020)

## Serie Tv
- Ritoccàti! - serie TV, 1 stagione regia di Alessandro Guida - Sky (2020)
- Ritoccàti! - serie TV, 2 stagione regia di Alessandro Guida - Sky (2021)
- So Wine So Food - serie TV, 1 stagione regia di Alessandro Guida - Sky (2022)

## Filmografia

### Televisione
- Un Pugno di Amici, Regia di Sergio Colabona - Prime Video (2020)
- Involontaria - L'esame, Regia di Alessandro Guida - Prime Video (2022)
- Din don 7, Regia di Raffaele Mertes - Italia uno (2023)
- Din don 8, Regia di Raffaele Mertes - Italia uno (2024)
- Din Don 9, Regia di Raffaele Mertes - Italia uno (2025)

### Cinema
- Succede anche nelle migliori famiglie, Regia di Alessandro Siani (2024)
- Pare parecchio Parigi, Regia di Leonardo Pieraccioni (2024)
- L'amore sta bene su tutto, Regia di Giampaolo Morelli (2025)

## Videoclip
- Ostia Lido di J-Ax - Regia The Astronauts (2019)

## Teatro
- Ariston Comic Selfie, Stand up comedy – Teatro Ariston di Sanremo (2016)

- "Comicidio" con Pablo & Pedro– Teatro Ciak di Roma (2018)

- "Che Danno Di Donne" con Titina Maroncelli– Spazio Diamante di Roma (2019)
- ”Ancora non sono pronta” Tour Nazionale 2024

## Webserie
- In Famiglia all'improvviso, Regia di Christian Marazziti (2020)
- Vita da Mamma, Regia di Angelica Massera (2015, ancora in corso)
- Io non sono un cane, Le Coliche (2015)
- Spiegare il fuorigioco a una donna, Minimad (2017)
- Le donne romane, Leonardo Bocci (2020)
- Obiettivo Economia, Regia di Janet de Nardis (2020)

## Conduzioni
- Travel News 24, Tg di Eventi e Spettacoli Nazionali (2016)
- Voci nell’Ombra, Festival Del Doppiaggio - Teatro Chiabrera, Savona (2016)
- Ariston Comic Selfie Edizione 2017, Teatro Ariston di Sanremo (2017)
- Tour Music Fest, la finale Europea, Auditorium di Roma (2019)

## Riconoscimenti
- 2019 – Premio Charlot per la Comicità – Miglior personaggio femminile – Sezione Web[5]
- 2024 -  Premio Eccellenza Televisiva
- 2024 - Premio Sorriso diverso al Festival Internazionale della cinematografia sociale Tulipani di seta nera
- 2024 - Premio  Eccellenza Laziale personaggio dell’anno